# Santi-Vina
Pour plus de détails, voir Fiche technique et Distribution.
Santi-Vina (สันติ-วีณา, Santi-Weena) est un film romantique thaïlandais réalisé par Thavi Na Bangchang (Marut), sorti en 1954.
C'est le premier long métrage en couleur tourné en 35 mm avec bande son de l'histoire du cinéma thaïlandais (avant, tous les films étaient en noir et blanc 16 mm sans bande son).
C'est aussi le premier film thaïlandais à entrer en compétition dans un festival international : prix de la meilleure photographie, prix du meilleur décor et prix spécial de la MPPA à la 1re édition à Tokyo du South East Asia Film (Asia-Pacific Film Festival) en 1954.

## Synopsis
Le pauvre et aveugle Santi et la tendre Vina sont enfants et très amis. Vina invite Santi à l'école et le protège de la cruauté des autres garçons, en particulier du méchant Krai. Les enfants grandissent. Le père de Santi envoie son fils vivre chez le vénérable bonze de la grotte avec l'espoir que la dévotion à Bouddha créera un miracle et que son fils recouvrera la vue.
A l'adolescence, lors de la fête de Loi Krathong, Santi et Vina tombe naturellement amoureux mais Krai, jaloux, organise en sa faveur un mariage arrangé avec Vina. Les malheurs s'abattent sur les deux amoureux qui s'enfuient...

## Fiche technique
- Titre : Santi-Vina
- Titres alternatifs : สันติ-วีณา (Santi-Weena)
- Réalisateur : Khru Marut[4]
- Scénario, dialogues : Tawee Na Bangchang, Robert G. North et Vijit Kunavudhi (Vichit Kounavudhi[5]) (วิจิตร คุณาวุฒิ)
- Directeur de la photographie : R.D. Rattana Pestonji
- Décors : Urai Srisombat[6]
- Musique : Nath Tavorabutr
- Ingénieur du son : Leonard Lee
- Format : couleur (Eastmancolor) -Son mono - 35 mm[7]
- Pays : Thaïlande
- Genre : Drame et romance
- Durée : 114 minutes
- Sortie : 1954[8] ; sortie en DVD en 2017

## Distribution
- Wirachay (Weerachai) Newbuyneiyr : Santi enfant
- Poonpan Rangkhavorn : Santi adulte
- Anuchat Tosayananda : Vina enfant[9]
- Rayavadi Sriwilai : Vina adulte
- Phichit Putay : Krai adulte
- ดลพิบูลย์ ทุมมานนท์ : Krai enfant
- จหมื่นมานพนริศร์ : le vénérable vieux bonze
- วิชัย ภูติโยธิน
- ร.ท. นูญ บุญรัตน์พันธ์